# تسان تشين
تسان أماندا تشين (بالإنجليزية: Tessanne Amanda Chin)‏ هي مغنية جامايكية ولدت في يوم 20 سبتمبر 1985 في مدينة كينغستون في جامايكا لأب من أصل سيني جامايكي وأم إنجليزية أفريقية الأصل. إشتهرت بعد اشتراكها في برنامج ذا فويس من النسخة الأمريكية منه واشتراكها مع فريق آدم ليفين في سنة 2013. في سنة 2014 وقعت عقدها مع شركة التوزيع ريبوبليك ريكوردس

## روابط خارجية
- تسان تشين على موقع IMDb (الإنجليزية)
- تسان تشين على موقع ميوزك برينز (الإنجليزية)
- تسان تشين على موقع ديسكوغز (الإنجليزية)